# 基溫加

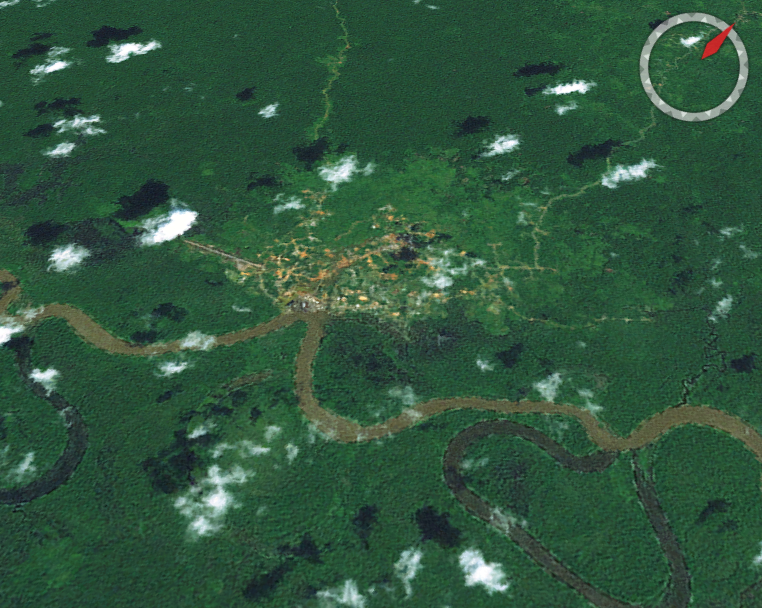

基溫加是巴布亞新畿內亞的城鎮，由西部省負責管轄，最高點海拔高度33米，鎮上有穩定的24小時電力供應，鄰近的沼澤和雨林是觀鳥地點，該鎮有定期來往首都莫士比港的航班，2000年人口8,265。